# National-Demokratische Partei Deutschlands
Die National-Demokratische Partei Deutschlands (NDPD) war eine Blockpartei in der DDR. Sie wurde 1948 in der Sowjetischen Besatzungszone gegründet und unterstützte die Politik der SED. Nach der Wende ging sie 1990 zunächst im Bund Freier Demokraten und kurz darauf mit diesem in der gesamtdeutschen FDP auf.

## Geschichte

### Gründung

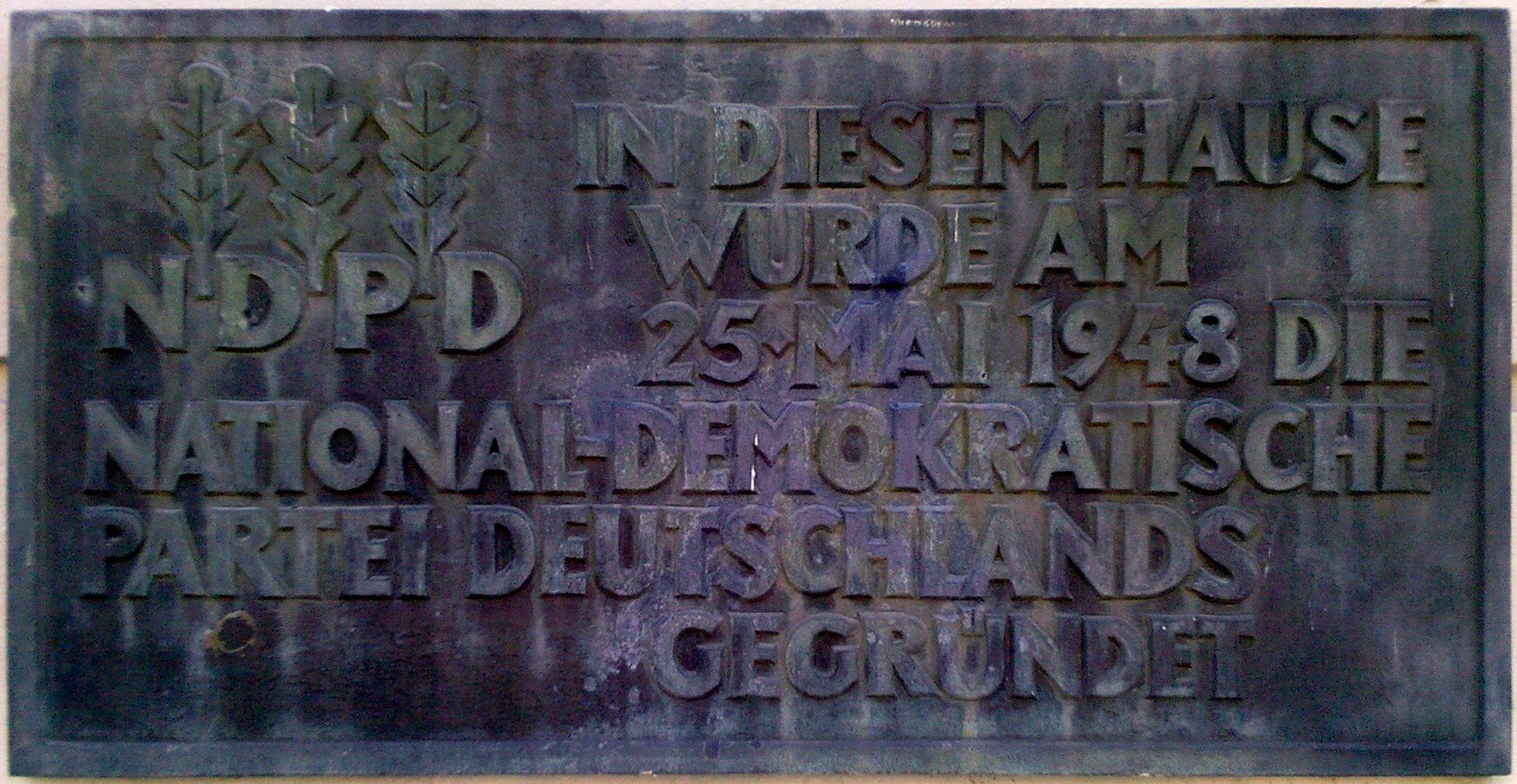
Gedenktafel am Gründungsort der NDPD in Potsdam, Lindenstraße 44

Die Sowjetische Militäradministration in Deutschland (SMAD) ließ im Sommer 1945 vier Parteien zu: die KPD, die SPD, die CDU und die LDP. Die SPD wurde im April 1946 mit der KPD zur SED zwangsvereinigt. Auf Grund des guten Abschneidens von CDU und LDP bei den Landtagswahlen in der SBZ 1946 bemühte sich die SED, diesen Parteien künstliche Konkurrenz zu bereiten. Dazu gründete sie im April 1948 auf Weisung und in Abstimmung mit der SMAD eine Bauernpartei (DBD) und am 25. Mai 1948 die National-Demokratische Partei Deutschlands. An diesem Tag trafen sich die Vorsitzenden der Gründungsausschüsse; das wurde später als Gründungsdatum festgelegt.
Stalin äußerte im März 1948, es sei an der Zeit, „die Trennlinie zwischen ehemaligen Nazis und Nichtnazis aufzuheben“. Bereits am 26. Februar 1948 hatte der SMAD-Befehl Nr. 35 die Entnazifizierung in der Sowjetzone beendet; dadurch war es fortan „nichtbelasteten“ NSDAP-Mitgliedern möglich, „an der Sicherung der Einheit und der demokratischen Entwicklung Deutschlands ehrlich mitzuarbeiten“. Am 22. März 1948 erschien erstmals die neue National-Zeitung, das spätere Zentralorgan der NDPD.
Neben alten NSDAP-Mitgliedern sollten auch ehemalige Offiziere und Vertriebene von der neuen Partei aufgefangen werden. Der SED-Vorstand erläuterte auf seiner Tagung im Mai 1948, „diese politisch unklaren Menschen“ sollten bei der nächsten Wahl nicht „das Stimmvieh“ für die bürgerlichen Parteien CDU und LDP abgeben.
Erster Vorsitzender der NDPD wurde Lothar Bolz, seit 1928 KPD-Mitglied und später Mitarbeiter beim Nationalkomitee Freies Deutschland (NKFD, 1943–1945) in der Sowjetunion. Die Partei trat im September 1948 dem Demokratischen Block bei. Klaus Schroeder zufolge waren in die SED wesentlich mehr ehemalige NSDAP-Mitglieder eingebunden als in die NDPD.

### Politische Arbeit in der DDR

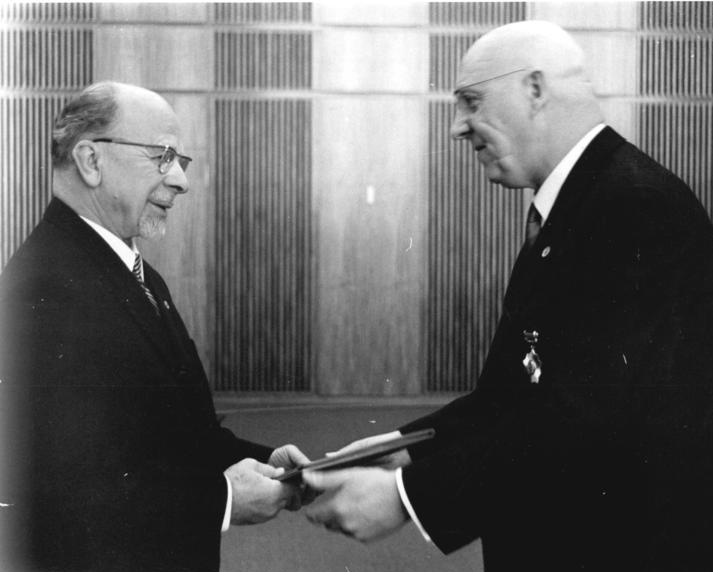
Staatsratsvorsitzender Walter Ulbricht und Heinrich Homann (1968)

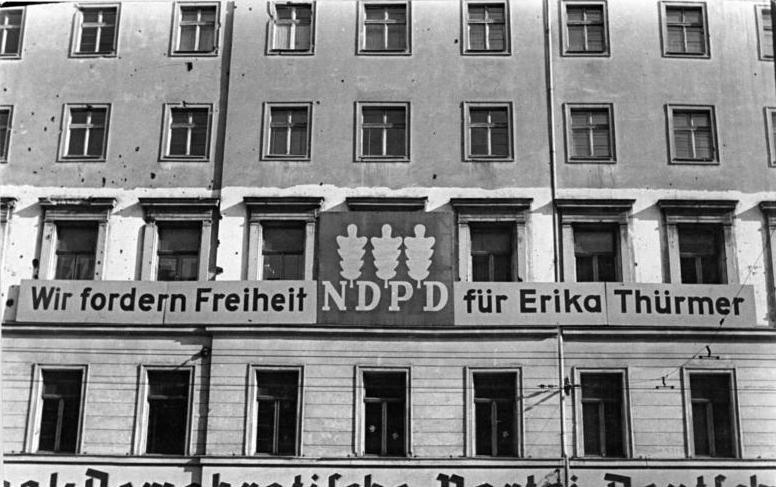
Haus der NDPD in Ost-Berlin, 1950. An der Fassade ist eine Losung angebracht, die die Freilassung der von der französischen Besatzungsmacht in West-Berlin verhafteten 15-jährigen Aktivistin Erika Thürmer fordert.

In ihrem Parteiprogramm forderte die NDPD unter anderem die Förderung des Mittelstands, die Eingliederung der einstigen Berufsbeamten, ein Ende der Diskriminierung der einfachen NSDAP-Mitglieder und der Offiziere der Wehrmacht, eine vollständige Bodenreform und die Enteignung der Konzerne. Die nationalkonservativen Angehörigen des Mittelstands und Heimkehrer aus der Kriegsgefangenschaft stellten den überwiegenden Anteil der Mitglieder. Die NDPD war nach dem Muster der SED und dem Prinzip des Demokratischen Zentralismus organisiert. Höchstes Gremium war der im fünfjährigen Rhythmus zusammentretende Parteitag, der einen Hauptausschuss wählte. Ein Sekretariat erledigte die laufenden Geschäfte. Neben der werktäglich erscheinenden National-Zeitung gab der Parteivorstand die Zweimonatszeitschrift Die Nation („Zeitschrift für Theorie und Praxis nationaler Politik“) heraus. Der parteieigene Verlag der Nation spezialisierte sich „auf sogenannte ‚Wandlungsliteratur‘“ für die Parteiklientel ehemaliger Nazis, Offiziere und Berufssoldaten.
Die NDPD entsandte 52 Abgeordnete in die Volkskammer und stellte je einen Stellvertreter des Vorsitzenden des Ministerrats und des Vorsitzenden des Staatsrats der DDR (letzteres Amt hatte von 1960 bis 1989 Heinrich Homann inne). Regierungsmitglieder waren Lothar Bolz als Außenminister, Wilhelm Feldmann und später Gunter Halm als Minister für Leichtindustrie sowie Manfred Flegel als Minister für Materialwirtschaft bzw. Handel und Versorgung. Das Parteimitglied Ferdinand Graf von Thun und Hohenstein war ein hochrangiger Diplomat der DDR (Botschafter im Iran).

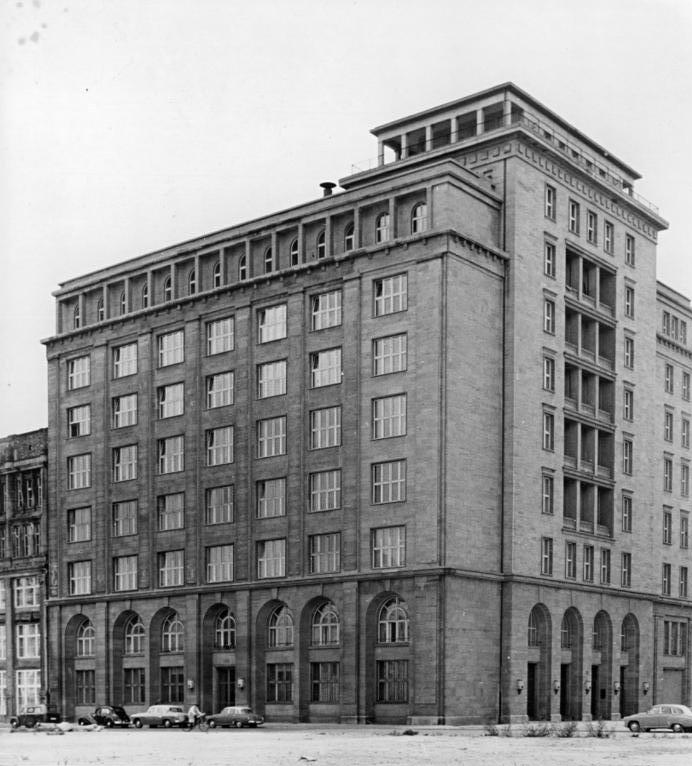
Haus der NDPD in Ost-Berlin, Friedrichstraße 65 (1959)

Zu weiteren prominenten Mitgliedern der Partei gehörten die ehemaligen Wehrmachtsoffiziere Arno von Lenski, Vincenz Müller (einer der ersten NVA-Generäle), Rudolf Petershagen, Egbert von Frankenberg und Proschlitz und Herbert Stößlein, die Schriftsteller Vilmos Korn, Günther Deicke, Ulrich Grasnick und Franz Fühmann, der Architekt Hans Gericke, der Rostocker Parteifunktionär Artur Pommerenke, die Komponistin und Organistin Ruth Zechlin, der Schauspieler und Entertainer Lutz Jahoda, der Theaterregisseur Erwin Leister, der Bildhauer Jo Jastram, die Schauspielerin Regina Jeske, der Theaterkritiker Klaus Baschleben, die Schlagersängerin Regina Thoss sowie der Quedlinburger Bürgermeister und spätere FDP-Landespolitiker Rainhard Lukowitz.

### Wendezeit 1989/90
Am 7. Dezember 1989 trat die Partei aus dem „Demokratischen Block“ aus. Die Partei war mit drei Vertretern am Runden Tisch beteiligt.
Auf dem 14. Parteitag am 20./21. Januar 1990 wurde Wolfgang Glaeser mit 32 Prozent Gegenstimmen zum Vorsitzenden gewählt; er vertrat in seinem Schlusswort einen stark reformorientierten Standpunkt. Führungskräfte und Teile der Mitgliederschaft distanzierten sich davon, und Glaeser trat zwei Tage später zurück. Auf dem Parteitag am 11. Februar 1990 wurde Wolfgang Rauls zum neuen Vorsitzenden der Partei gewählt.
Ein von der NDPD vorgeschlagener Wahlverbund der nationalen und liberalen Parteien in der DDR wurde von den im Bund Freier Demokraten zusammengeschlossenen Parteien abgelehnt. Die NDPD erhielt bei der freien Volkskammerwahl vom 18. März 1990 nur 0,39 % der Stimmen und zwei Mandate. Sie trat im Wahlkampf für eine soziale Marktwirtschaft, einen Stufenplan zur deutschen Einheit über eine Wirtschafts- und Währungsunion und den Beitritt der DDR zur Europäischen Gemeinschaft ein.
Die beiden NDPD-Abgeordneten schlossen sich in der Volkskammer mit den für den BFD gewählten Volksvertretern zur Fraktion Die Liberalen zusammen. Ende März 1990 fusionierte die NDPD mit der LDP zur Partei Bund Freier Demokraten. Diese ging am 12. August 1990 gemeinsam mit der Deutschen Forumpartei und F.D.P. der DDR in der Freien Demokratischen Partei (FDP) auf.

## Mitgliedschaft
Nach eigenen Angaben hatte die NDPD folgende Mitgliederzahlen:
| Jahr         | Anzahl Mitglieder | Quelle |
| ------------ | ----------------- | ------ |
| 1949         | ca. 017.000       | [ 12 ] |
| 1953         | ca. 232.605       |        |
| 1975         | ca. 085.961       | [ 13 ] |
| 1977         | 0ca. 85.000       | [ 14 ] |
| späte 1980er | ca. 110.000       | [ 15 ] |

## Medien
Das Zentralorgan der NDPD war die in Berlin erscheinende National-Zeitung.
Weitere NDPD-Zeitungen waren die:
- Mitteldeutschen Neuesten Nachrichten (ab dem 14. Juli 1952 mit einer Auflage von 18.500 Exemplaren in den Bezirken Halle, Leipzig und Magdeburg)
- Sächsischen Neuesten Nachrichten (in den Bezirken Dresden und Karl-Marx-Stadt)
- Thüringer Neuesten Nachrichten
- Brandenburgischen Neuesten Nachrichten
- Norddeutschen Neuesten Nachrichten

## Parteitage

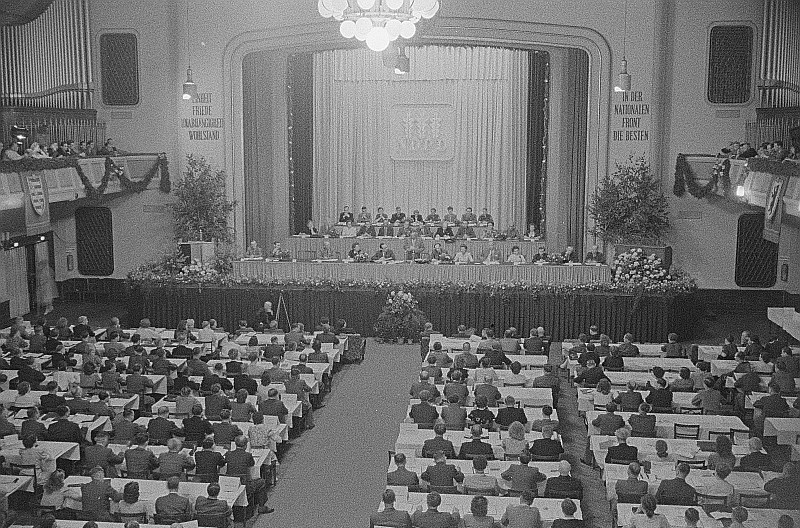
Parteitag der NDPD (1950)

- 1. Parteikonferenz im September 1948 in Potsdam
- 1. Parteitag im Juni 1949 in Halle
- 2. Parteitag im Juni 1950 in Leipzig
- 3. Parteitag im Juni 1951 in Leipzig
- 4. Parteitag im Juni 1952 in Leipzig
- 5. Parteitag im Oktober 1953 in Leipzig
- 6. Parteitag im September 1955 in Leipzig
- 7. Parteitag im Mai 1958 in Leipzig
- 8. Parteitag im Mai 1963 in Erfurt
- 9. Parteitag im September 1967 in Magdeburg
- 10. Parteitag im April 1972 in Potsdam
- 11. Parteitag im April 1977 in Leipzig
- 12. Parteitag im April 1982 in Leipzig
- 13. Parteitag im Mai 1987 in Leipzig
- 14. Parteitag im Januar/Februar 1990 in Ost-Berlin
- Letzte Parteikonferenz im März 1990 in Ost-Berlin

## Parteiführung

### Parteivorsitzende
- 1948–1972: Lothar Bolz
- 1972–1989: Heinrich Homann, bereits seit 1967 geschäftsführend
- 1989–1990: Günter Hartmann
- 1990: Wolfgang Glaeser
- 1990: Wolfgang Rauls

### Vorsitzende der Landesverbände 1948–1952
- Berlin
  - Alfred Wunderlich (1949)
  - Egbert von Frankenberg und Proschlitz (1951–1952)
- Brandenburg
  - Oswald Koltzenburg (1948–1951)
  - Hans Lohrisch (1951–1952)
- Mecklenburg
  - Jonny Löhr (1948–1950)
  - Gustav Siemon (1950–1951)
- Sachsen
  - Vilmos Korn (1949)
  - Wilhelm Adam (1949–1952)
  - Kurt Lachner (1952)
- Sachsen-Anhalt
  - Jakob-Adolf Heilmann (1949)
  - Otto Rühle (1949–1952)
- Thüringen
  - Rudi Reinwarth (1948–1949)
  - Günther Ludwig (1949)
  - Walter König (1949–1952)

### Vorsitzende der Bezirksverbände
| - Berlin - Egbert von Frankenberg und Proschlitz (1952–1953) - Friedrich Pfaffenbach (1953–1984) - Gustav Adolf Schlomann (1984–1989) - Ralph Reiner Günter (1989–1990) - Cottbus - Horst Mohr (1952–1953) - Gerhard Schumann (1953–1962) - Friedrich Kos (1963–1967) - Rupprecht Weidle (1967–1972) - Gustav Siemon (1972–1984) - Karsten-Olaf Müller (1984–1990) - Dresden - Otto Rühle (1952–1953) - Kurt Hähling (1953–1960) - Horst Winkler (1960–1989) - Christian Schmidt (1989–1990) - Erfurt - Hans Luthardt (1952–1953) - Rudolf Schindler (1953–1955) - Helmut Schaefer (1955–1965) - Bernhard Bendt (1965–1981) - Siegfried Theuß (1981–1990) | - Frankfurt (Oder) - Hans Rüdiger (1952–1954) - Heinz Laßen (1954–1957) - Wilhelm Funder (1957–1960) - Heinz Laßen (1960–1964) - Hans Möller (1964–1985) - Uwe Laßen (1985–1989) - Hermann Koß (1989–1990) - Gera - Gustav Siemon (1953–1955) - Harry Dumke (1955–1966) - Edgar Neupert (1966–1972) - Rüdiger Ruddigkeit (1977–1989) - Halle - Friedrich Pfaffenbach (1952–1953) - Horst Kreter (1953) - Heinz Kohls (1953–1960) - Max Schneider (1960–1966) - Erhard Lonscher (1966–1973) - Karl-Hein Döring (1973–1979) - Georg Altkuckatz (1979–1989) - Lothar Müller (1990) | - Karl-Marx-Stadt - Rudolf Wolf (1952–1953) - Martin Richter (1953–1975) - Karl Blau (1975–1989) - Wolfram Hoschke (1989–1990) - Leipzig - Kurt Lachner (1952–1953) - Helmut Mertins (1954) - Hans Rüdiger (1954–1964) - Klaus Werner Jacobs (1965–1982) - Harry Hegler (1982–1983) - Siegfried Krause (1983–1990) - Magdeburg - Helfried Grope (1952–1959) - Rudolf Vasel (1959–1961) - Otto Nique (1961–1966) - Gerhard Schumann (1966–1968) - Wilhelm Bischoff (1969–1972) - Friedhelm Foerster (1972–1989) - Neubrandenburg - Martin Richter (1952) - Rudolf Wolf (1953–1958) - Hans Heinrich Puls (1958–1977) - Werner Kraft (1977–1988) - Horst Giermann (1988–1990) | - Potsdam - Hans Lohrisch (1952–1953) - Max Hummeltenberg (1953–1955) - Rudolf Schindler (1955–1964) - Reinhold Nickel (1964–1967) - Paul Friedrich (1967–1985) - Eberhard Stief (1985–1989) - Dieter Wedde (1989–1990) - Rostock - Georg André (1952–1953) - Artur Pommerenke (1953–1990) - Schwerin - Johannes Schütze (1953–1956) - Fritz Schönebeck (1956–1969) - Günter Schwarz (1969–1971) - Günter Panke (1971–1989) - Gundula Viereck (1989–1990) - Suhl - Konrad von Unruh (1952–1955) - Paul Scheffler (1955–1965) - Helmut Grunow (1965–1984) - Jürgen Hinrichs (1984–1989) - Gunther Dreßler (1989–1990) |